# El cóndor de los Andes
El cóndor de los Andes es una película sin sonido de Argentina filmada en blanco y negro dirigida por Emilio Lola sobre el guion de Eloy Buxó Canel y tuvo como actores principales a José Olarra y Carlos Perelli. La película se estrenó el 16 de septiembre de 1916 y encuentra actualmente perdida.
La revista La película - fundada la semana anterior al estreno- dijo del filme:

”fotográficamente es una buena película, y en sentido general discreta y pasable… el argumento es la tontería más grande que darse pueda. Está patente en él el criterio de los tilingos del arte con las playas, las montañas y otras cosas “típicas”, todo se arregla y como es de suponer, las inverosimilitudes abundan. Vale tan poco lo que allí ocurre, que no merece la pena insistir y los intérpretes en general no salen valen más que el argumento. Lo único que hay es un hermoso trabajo gráfico….Valle…se ha colocado en primera fila entre los operadores del ambiente     Es realmente un alarde de competencia técnica lo hecho.”

La misma crónica hace una referencia genérica dedicada a la producción fílmica nacional señalando que los argumentos no deben dejarse enmano de “libretistas improvisados” sino que “el argumento debe ser escrito por quien sepa hacerlo: un escritor, un hombre de teatro, un periodista, etc. “